# Sicrita, Prahova
Sicrita este un sat în comuna Râfov din județul Prahova, Muntenia, România. Numele provine de la cuvantul "secret" prilejuit de existenta unui depozit de munitie in acest loc inconjurat de paduri in timpul primului razboi mondial.
La sfârșitul secolului al XIX-lea, satul constituia o comună de sine stătătoare. Aceasta a fost desființată înainte de 1925, satul fiind arondat comunei Ciupelnița. În 1968, și aceasta a fost desființată și împărțită între comunele Dumbrava (satul Ciupelnița) și Râfov (satul Sicrita).